# Wikipédia en haoussa
Wikipédia en haoussa (en haoussa : Wikipedia a harshen Hausa) est l’édition de Wikipédia en haoussa, langue tchadique parlée au Nigeria et au Niger. L'édition est lancée officiellement en juin 2002, mais les premiers articles sont écrits en janvier 2005. Son code est : ha.
Au 20 mars 2025, l'édition en haoussa contient 57 217 articles et compte 34 229 contributeurs, dont 170 contributeurs actifs et 10 administrateurs.
C'est la seule édition de Wikipédia dans une langue tchadique, la 4e édition dans une langue afro-asiatique, et la 4e édition de Wikipédia dans une langue africaine, après les éditions en malgache (99 004 articles) et swahili (98 435 articles) et devant les éditions en  yoruba (35 125 articles) et amharique (15 404 articles).

## Présentation

Aire de diffusion du haoussa au sein des langues tchadiques.

## Statistiques
- En octobre 2021, l'édition en haoussa compte 12 424 articles et 15 010 utilisateurs enregistrés[3], ce qui en fait la 145e[4] édition linguistique de Wikipédia par le nombre d'articles et la 183e[5] par le nombre d'utilisateurs enregistrés, parmi les 303 éditions linguistiques actives.
- Le 4 octobre 2022, elle contient 18 933 articles et compte 19 078 contributeurs, dont 146 contributeurs actifs et 5 administrateurs.
- Le 29 septembre 2024, elle contient 50 338 articles et compte 31 235 contributeurs, dont 214 contributeurs actifs et 9 administrateurs.